# Szent Márton-templom (Valjala)
A Szent Márton-templom Észtország legrégibb temploma, egy Valjala nevű településen található, 25 km-re a Saaremaa szigetén lévő Kuressaare városától.

## Története
Az 1227-es hadjárat után egy kőkápolnát emeltek Valjalában, nem messze a régi erődítménytől. Ennek az építménynek a falai alkotják a mai templom oltárrészének falait. A kápolna déli oldal állt egy sekrestye. Elkészülte után a kápolnát freskókkal díszítették, ezek maradványa a mai templom északi falán látható (hat ülő apostol a romanika stílusában). 1240-ben elkezdték építeni a jelenlegi templomot, így a kápolna az oltárrész része lett. Először A román-stílusú bejárat készült el, ez készül súlyosan megsérült a Szent György-éji felkelésben. A templom építői a svédországi Vamhemből jöttek. A 14. század második felében készült el az új apszis. A torony, ami a templom déli részén, sekrestye felett magasodik, a 17. századig nem készült el. Nommen Lorenzen, kuressaarei mester 1820-ban festett meg az oltárképet. A templomban két barokk sírfelirat található (Andreas Fregius - 1664, Gaspar Beg - 1667). 1888-ban készítette el Gustav Normann a templom orgonáját. 1922-ben villám csapott a templomba, akkora tető egy része leégett. Dolores Hoffman az 1970-es években ólomüvegablakokat készített a templom számára.

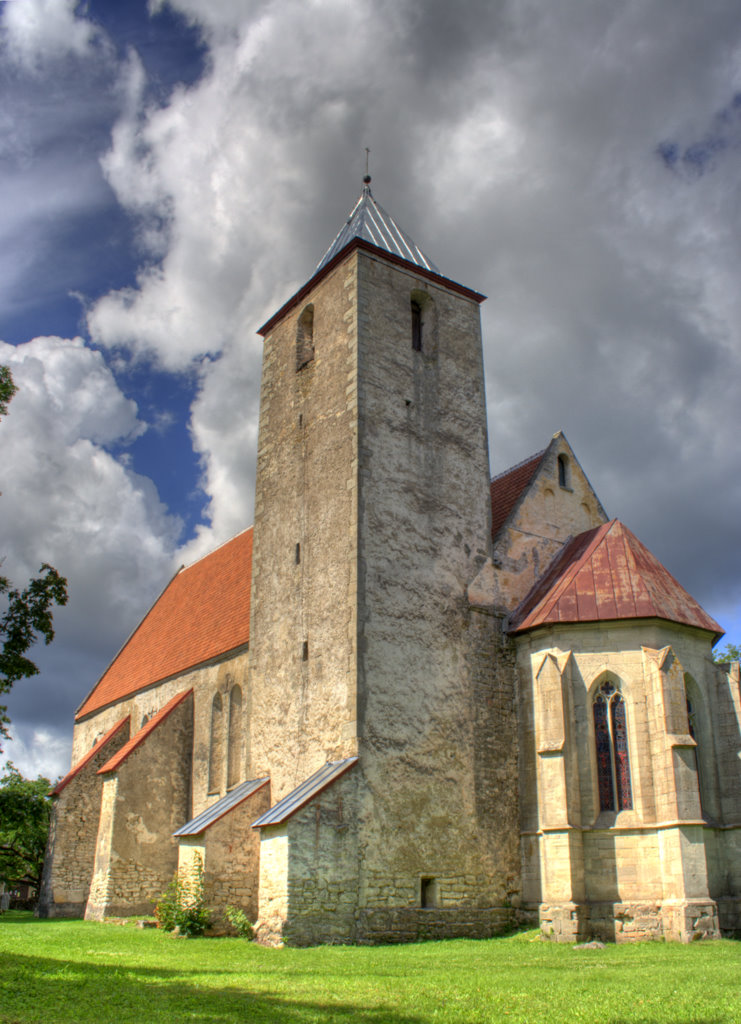
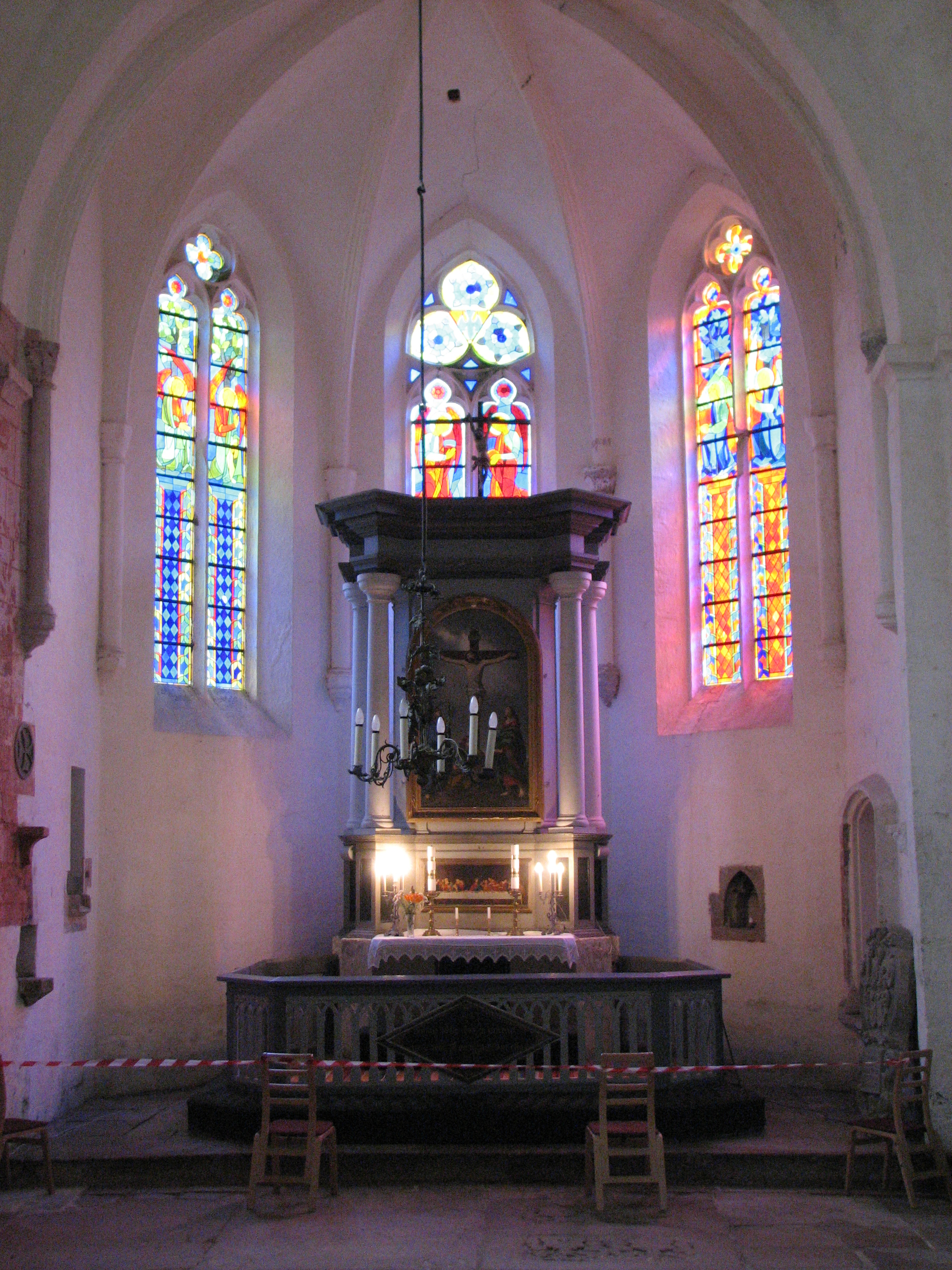
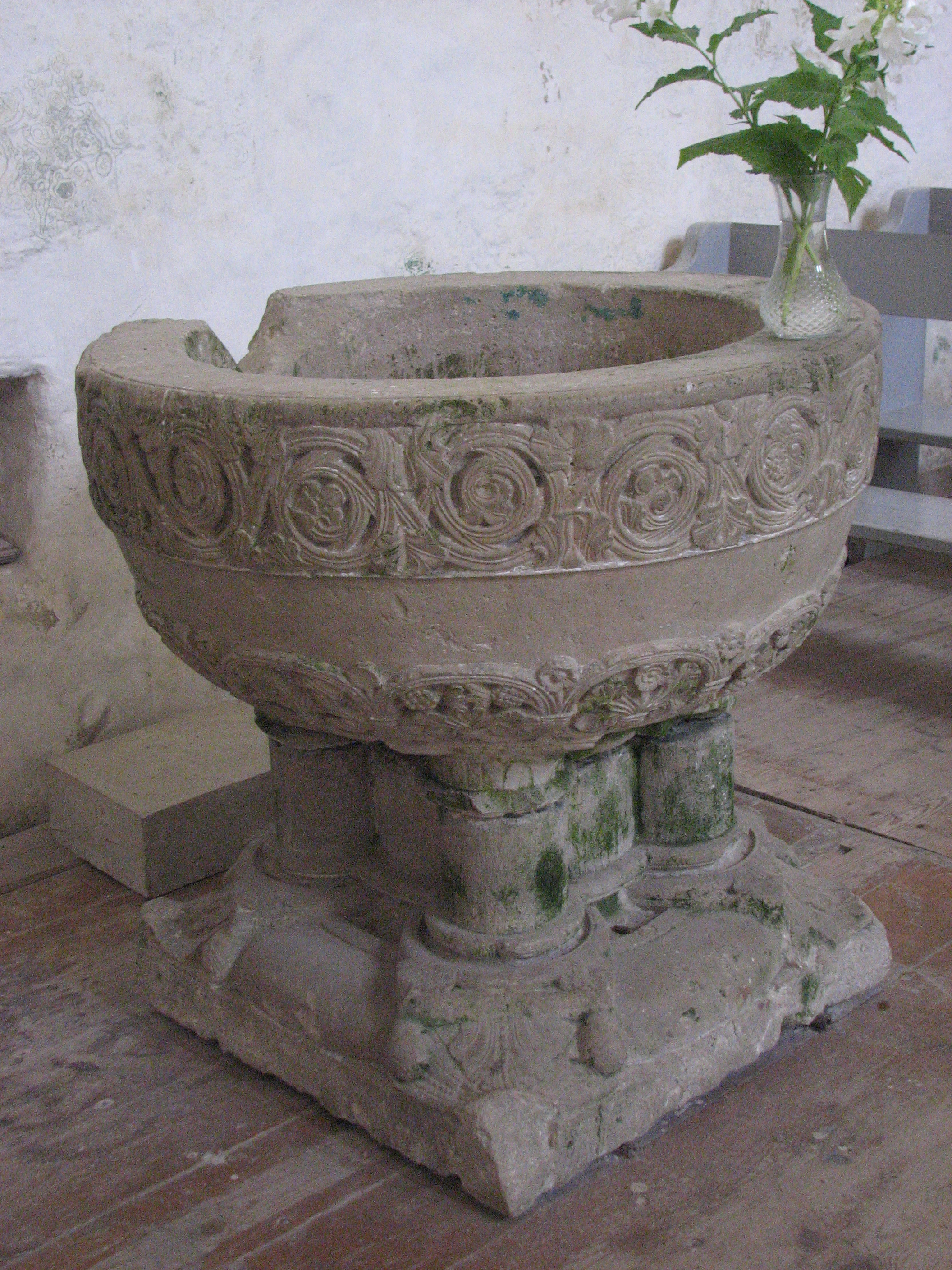

## Külső hivatkozások
- Valjalai templom[halott link]
- Fényképek a templomról